# Jana Germenis Hildprandt
Jana Germenis Hildprandt, také Johanna Hildprandtová (* 16. května 1947 Praha), je poslední příslušnice  (ultima familiae) někdejšího českého šlechtického rodu Hildprandtů z Ottenhausenu a restituentka zámku Blatná. Působila jako dlouholetá prezidentka Asociace majitelů hradů a zámků.

## Životopis
Jana Selina Cornelie Marie Josefina Hildprandtová se narodila jako mladší dcera Bedřicha Hildprandta (1902–1981) a jeho manželky Cornélie, rozené Veverkové (1916–2014).

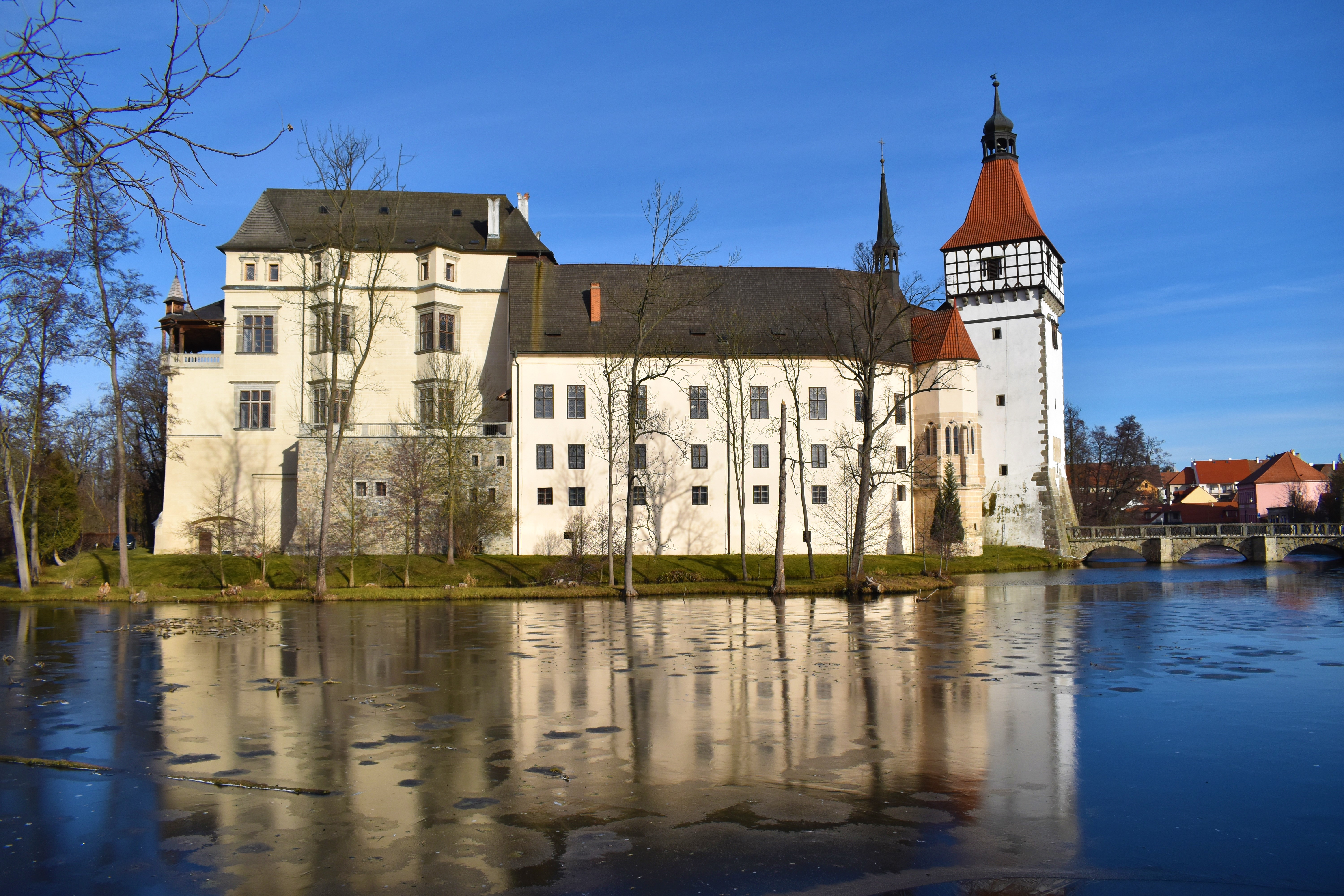
Zámek Blatná

V zimě 1948 byl otec ve vyšetřovací vazbě, protože se sešel s někým, kdo poté nelegálně opustil republiku. Ve stejném roce byl rodový majetek zkonfiskován. Směli ovšem na zámku dále bydlet. V roce 1952 byli násilně vysídleni. Bydleli poté v Rojicích. První až pátou třídu základní školy navštěvovala ve Velké Turné.
V roce 1959 rodina emigrovala do Etiopie. Výjezd jim zařídil sám etiopský císař Haile Selassie I., který požádal během návštěvy Prahy  československého prezidenta Antonína Novotného, aby rodině umožnil legální vystěhování. Politickým poradcem etiopského císaře byl tehdy Janin dědeček z matčiny strany Ferdinand Veverka, který v roce 1948 z Československa emigroval. Odjeli před Vánocemi, cestovali přes Vídeň, v přístavu v Jugoslávii se nalodili a pluli přes Suezský kanál do přístavu Assab. Starší sestra Josefina zůstala v Československu.
V Addis Abebě navštěvovala německou a poté francouzskou školu. Používala tam čtyři cizí jazyky – angličtinu, francouzštinu, němčinu a latinu. Studiu jazyků se věnovala i na univerzitě v Addis Abebě. Nakonec ovládala sedm jazyků. Své první zaměstnání našla na rakouské ambasádě, kde pracovala jako sekretářka. Později se uplatnila na indonéské ambasádě. Po svatbě se z Afriky odstěhovala. S manželem žili a pracovali v mnoha státech – v Itálii, Íránu, Indonésii, kde manžel stavěl obří elektrárnu, Malajsii, Singapuru a v letech 1979–1992 v Řecku. Věnovala se interiérovému designu.
Po Sametové revoluci Jana, matka Cornélie a sestra Josefina rovným dílem v roce 1992 zrestituovaly znárodněný majetek. Matka přepsala svou třetinu na Janu, která s ní vyrůstala a vytvořila si hlubší vztah. V rodině pak kvůli různým vizím o majetku došlo k velkým rozepřím, o kterých psaly noviny i časopisy.
Nakonec si sestry majetek rozdělily. Zámek Blatná připadl Janě. S nutnými opravami zanedbaného zámku se začalo hned v roce 1992.
Od roku 1996 žije v Blatné. Nejprve bydleli přímo na zámku, poté rekonstruovali a k bydlení si vybrali empírový domek v anglickém parku.

## Rodina
V Římě se 25. září 1970 provdala za Řeka Spyridona Germenise (20. 10. 1939 Athény – 23. 7. 2014 Praha). Manžel byl stavební inženýr, zabýval se hlavně budováním přehrad. Jeho rodina uprchla z Řecka do Etiopie před komunisty. Spolu komunikovali především anglicky. Narodil se jim jeden syn:
- Stephanos-Philippos Germenis Hildprandt (* 3. 8. 1981 Athény)